# Polyplectropus greenwoodi
Polyplectropus greenwoodi är en nattsländeart som beskrevs av Martin E. Mosely 1941. Polyplectropus greenwoodi ingår i släktet Polyplectropus och familjen fångstnätnattsländor. Inga underarter finns listade i Catalogue of Life.